# براندون بیکر
براندون بیکر (انگلیسی: Brandon Baker؛ زادهٔ ۲۸ آوریل ۱۹۸۵) یک هنرپیشه اهل ایالات متحده آمریکا است. وی از سال ۱۹۹۶ میلادی تاکنون مشغول فعالیت بوده‌است.
او در فیلم پی.یو.ان.کی.اس بازی کرده‌است.